# Lüerdissen

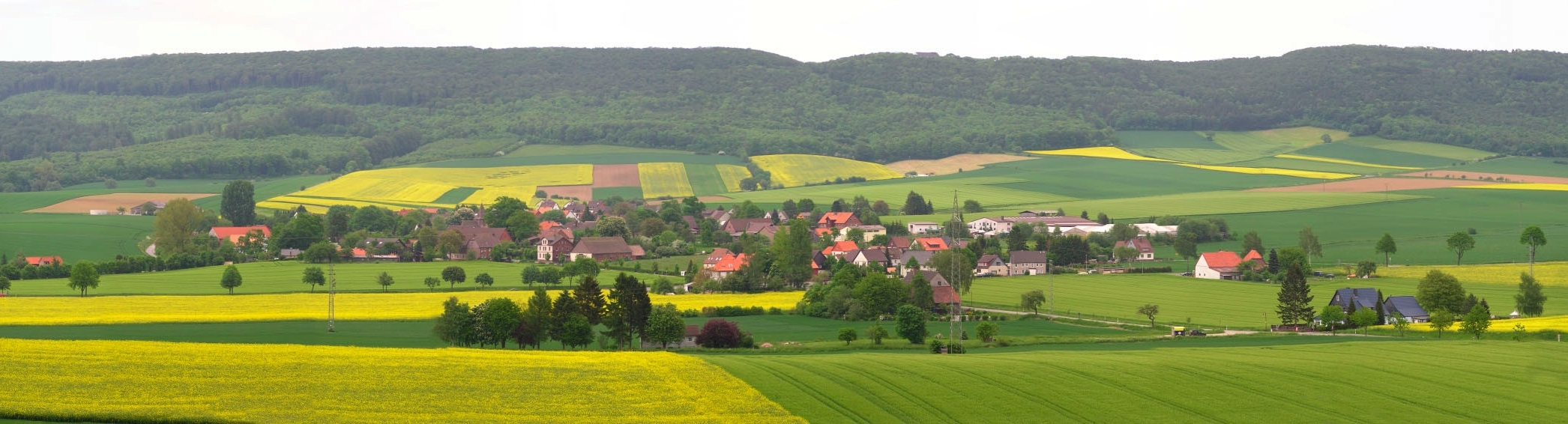
Blick auf Lüerdissen, 2004

Lüerdissen ist eine Gemeinde im nördlichen Landkreis Holzminden in Niedersachsen (Deutschland) und gehört zur Samtgemeinde Eschershausen-Stadtoldendorf.

## Geografie
Auf einem Teil des Gemeindegebietes befindet sich der Ith, der längste Klippenzug Norddeutschlands. Hier befinden sich die bis zu 30 m hohen Lüerdisser Klippen, das wohl am stärksten besuchte Klettergebiet in Niedersachsen.

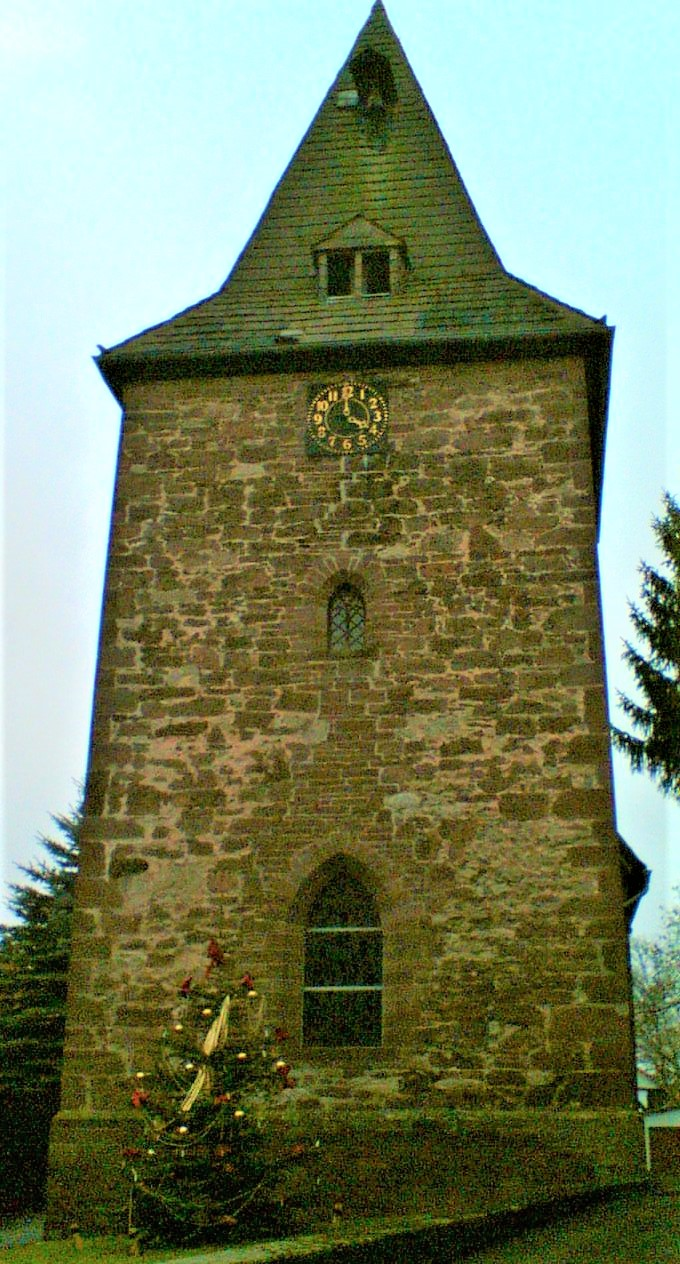
Kapelle

## Geschichte
Im Mittelalter wurde der Ort ab 1154 mehrfach beurkundet. Im Jahre 2006 hatte die Gemeinde 575 Einwohner.

## Eingemeindungen
Am 1. Januar 1973 wurde die Nachbargemeinde Oelkassen eingegliedert.

## Politik

### Gemeinderat
Der Gemeinderat, der die Gemeinde Lüerdissen vertritt, setzt sich aus sieben Mitgliedern zusammen. Dies ist die festgelegte Anzahl an Ratsmitgliedern für eine Mitgliedsgemeinde einer Samtgemeinde mit bis zu 500 Einwohnern. Die Ratsmitglieder werden durch eine Kommunalwahl für jeweils fünf Jahre gewählt.
Bei der Kommunalwahl 2021 ergab sich folgende Sitzverteilung:
| Gemeinderat 2021Insgesamt 7 Sitze - SPD: 4 - FDP: 1 - CDU: 2 | Gemeindewahl 2021Wahlbeteiligung: 71,6 % 6050403020100 56,36 %29,66 %13,98 % SPDCDUFDP |

### Bürgermeisterin
Barbara Küster (SPD)

## Sehenswürdigkeiten
Die örtliche Kapelle wurde 1382 urkundlich als zur Diözese Hildesheim gehörend erwähnt. Damals gründeten die Edelherren von Homburg eine Vikarie in der Kapelle und statteten diese unter anderem mit einem Hof in Scharfoldendorf aus. Architektonisch handelt es sich um die in dieser Region seltene Bauform einer Chorturmkapelle. Der Schlussstein im Turm weist den Löwen der Edelherren von Homburg als Steinmetzarbeit auf.
Der Ith-Kammweg führt zu den markanten bis 30 m hohen Lüerdissener Klippen.